# Stadtwaage am Rathaus (Stralsund)
Die Stadtwaage am Rathaus steht im Stadtgebiet Altstadt der Stadt Stralsund am Alten Markt.

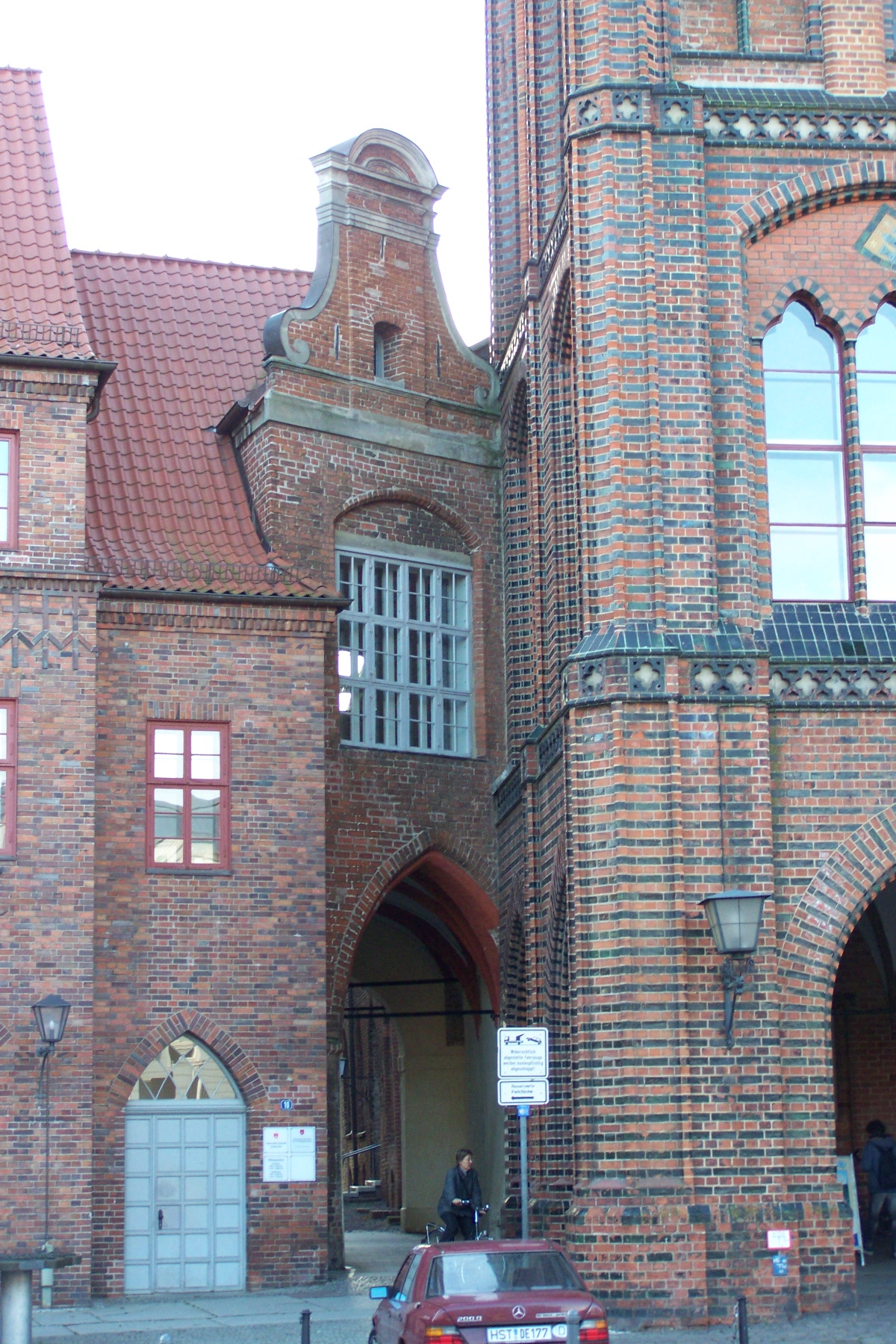
Giebel zum Alten Markt (2008)

Sie ist eine der beiden erhaltenen Stadtwaagen der Hansestadt. Die andere ist die Stadtwaage im Gebäude Wasserstraße 68, im Volksmund und im Tourismus als die Stadtwaage bezeichnet. Bis in die frühe Neuzeit wurden auf dem Landweg in die Stadt gelangte Waren am Rathaus verzollt, auf dem Seeweg gekommene in der Wasserstraße.
Die Stadtwaage am Rathaus ist im Kern ein Bauwerk aus dem 13. oder 14. Jahrhundert. Schon im Jahr 1310 stand hier ein Anbau am als Kaufhaus errichteten, heutigen Rathaus der Stadt. Drei hölzerne Deckenbalken dienten wahrscheinlich der Aufhängung der Ratswaage. Im Obergeschoss befand sich eine Treppe, die zum Obergeschoss des Kaufhauses führte. Um 1321 wurde das noch heute erhaltene Bauwerk angefügt, das sich ein Gewölbejoch weiter auf den Kirchhof ausdehnt als sein Vorgängerbau. Den ungewöhnlichen, schiefwinkligen Grundriss erhielt der Bau aufgrund der damals hier noch angrenzenden Buden, kleiner Gebäude, die kranzförmig den Kirchhof der Nikolaikirche umgaben.
Ungewöhnlich für damalige Bauten war auch der große, lichtdurchflutete Raum im Obergeschoss; wahrscheinlich diente er den Schreibern des Rates als Arbeitsraum. Diese „Kanzlei“ hieß ab dem 18. Jahrhundert dann „Kamer“ oder „Cämmerei-Stube“. In der Mitte des 18. Jahrhunderts wurde die Kammer neugestaltet, nachdem die Ostmauer des Rathauses erneuert werden musste. Im 20. Jahrhundert wurde der Raum als Technikzentrale genutzt.
Den barocken Volutengiebel zum Alten Markt erhielt es zwischen 1700 und 1725. Eine als gotischer Spitzbogen ausgeführte Durchfahrt führt auf den Vorplatz zum Westportal der Nikolaikirche.